# Eduardo Ramos
Eduardo Pires Ramos (Salvador, 25 de maio de 1854 — Rio de Janeiro, 15 de maio de 1923) foi um escritor e político brasileiro.

## Biografia
Eleito para a cadeira 11 da Academia Brasileira de Letras, na sucessão de Pedro Lessa, não chegando a tomar posse.
Após ter concluído seus estudos na Faculdade de Direito de São Paulo, foi nomeado promotor público na comarca de Feira de Santana, estado da Bahia, e depois diretor-geral da Instrução Pública da Bahia. Foi Diretor da Faculdade Livre de Direito da Bahia, hoje parte da Universidade Federal da Bahia, entre 1891 e 1893.
Tornou-se político, sendo eleito senador e fazendo parte da I Constituinte. Conseguiu se distinguir entre outros parlamentares pelo talento e pela forma que expressava seus projetos. 
Foi autor do projeto de criação da universidade na capital da União. Também, foi o responsável pelo projeto, depois transformado no decreto nº 726, de 8 de dezembro de 1900, conhecido como Lei Eduardo Ramos.  que autorizava a Academia Brasileira de Letras a se instalar em prédio público e a fazer suas publicações na Imprensa Nacional, como instituição de utilidade pública.
Suas crônicas publicadas na imprensa, assinadas sob os pseudônimos de Erasmo e Deaudor Mosar, foram posteriormente reunidas. Quanto às suas poesias, encontram-se esparsas em álbuns ou em jornais da época.